# Titularbistum Naissus
Naissus (italienisch Naisso) ist ein Titularbistum der römisch-katholischen Kirche.
Der antike Bischofssitz lag in der Römischen Provinz und befand sich auf dem Gebiet der heutigen Stadt Niš (Serbien).
| Titularbischöfe von Naissus |                                                                      |                                                                |                   |                    |
| Nr.                         | Name                                                                 | Amt                                                            | von               | bis                |
| 1                           | William Francis O’Shea MM                                            | Apostolischer Vikar von Heijo (Korea)                          | 11. Juli 1939     | 27. Februar 1945   |
| 2                           | Henri Routhier OMI                                                   | Koadjutorvikar/ Apostolischer Vikar von Grouard (Kanada)       | 15. Juni 1945     | 13. Juli 1967      |
| 3                           | Victor Hugo Martínez Contreras                                       | Weihbischof in Huehuetenango (Guatemala)                       | 30. November 1970 | 20. September 1975 |
| 4                           | Paul Josef Cordes ab 2. Dezember 1995 Titularerzbischof pro hac vice | Weihbischof in Paderborn (Deutschland) später Kurienerzbischof | 27. Oktober 1975  | 24. November 2007  |
| 5                           | Ambrose Madtha Titularerzbischof pro hac vice                        | Apostolischer Nuntius                                          | 8. Mai 2008       | 8. Dezember 2012   |
| 6                           | Valdir Mamede                                                        | Weihbischof in Brasília (Brasilien)                            | 6. Februar 2013   | 10. Juli 2019      |
| 7                           | Adrian Józef Galbas SAC                                              | Weihbischof in Ełk (Polen)                                     | 12. Dezember 2019 | 4. Dezember 2021   |
| 8                           | Basilio Mamani Quispe                                                | Weihbischof in La Paz (Bolivien)                               | 22. Februar 2022  |                    |